# Калксало
Калксало́ — півострів в північно-західній частині Ладозького озера. Територіально відноситься до Лахденпохського району Республіки Карелія, Росія.
Півострів є північним відгалуженням півострова Терву. Довжина 4,2 км, ширина 3,7 км. Гористий, на півдні скелі, які стрімко обриваються до берега. На Калксало розташовані декілька дрібних озер, та струмків, через які відбувається їхній стік.
| Росія | Це незавершена стаття з географії Росії. Ви можете допомогти проєкту, виправивши або дописавши її. |